# Акжар (Келеський район)
Акжа́р (каз. Ақжар) — село у складі Келеського району Туркестанської області Казахстану. Входить до складу Актобинського сільського округу.
Населення — 762 особи (2021; 753 у 2009, 593 у 1999, 536 у 1989).